# اپیدمیک
اپیدمیک (انگلیسی: Epidemic) فیلمی در ژانر ترسناک و علمی–تخیلی به کارگردانی لارس فون تریه است که در سال ۱۹۸۷ منتشر شد. از بازیگران آن می‌توان به  اودو کی‌یر اشاره کرد.